# Grand Prix Francji 1950
Grand Prix Francji 1950, oficjalnie XXXVII Grand Prix de L’A.C.F. – szósta runda Mistrzostw Świata Formuły 1 w sezonie 1950.

## Lista startowa
| Nr               | Kierowca              | Zespół                        | Samochód                | Silnik                 | Opony |
| ---------------- | --------------------- | ----------------------------- | ----------------------- | ---------------------- | ----- |
| 2                | Giuseppe Farina       | SA Alfa Romeo                 | Alfa Romeo 158          | Alfa Romeo 158 1,5 R8T | P     |
| 4                | Luigi Fagioli         | SA Alfa Romeo                 | Alfa Romeo 158          | Alfa Romeo 158 1,5 R8T | P     |
| 6                | Juan Manuel Fangio    | SA Alfa Romeo                 | Alfa Romeo 158          | Alfa Romeo 158 1,5 R8T | P     |
| 8                | Luigi Villoresi       | Scuderia Ferrari              | Ferrari 275 F1          | Ferrari 275 3,3 V12    | P     |
| 10               | Alberto Ascari        | Scuderia Ferrari              | Ferrari 275 F1          | Ferrari 275 3,3 V12    | P     |
| 12               | Raymond Sommer        | Automobiles Talbot-Darracq SA | Talbot-Lago T26C-GS     | Talbot 23CV 4,5 R6     | D     |
| 14               | Peter Whitehead       | Peter Whitehead               | Ferrari 125 F1          | Ferrari 125 1,5 V12T   | D     |
| 16               | Eugène Chaboud        | Philippe Étancelin            | Talbot-Lago T26C-DA     | Talbot 23CV 4,5 R6     | D     |
| 16               | Philippe Étancelin    | Philippe Étancelin            | Talbot-Lago T26C-DA     | Talbot 23CV 4,5 R6     | D     |
| 18               | Yves Giraud-Cabantous | Automobiles Talbot-Darracq SA | Talbot-Lago T26C-DA     | Talbot 23CV 4,5 R6     | D     |
| 20               | Louis Rosier          | Automobiles Talbot-Darracq SA | Talbot-Lago T26C-DA     | Talbot 23CV 4,5 R6     | D     |
| 22               | Pierre Levegh         | Pierre Levegh                 | Talbot-Lago T26C        | Talbot 23CV 4,5 R6     | D     |
| 24               | Eugène Chaboud        | Ecurie Lutetia                | Talbot-Lago T26C        | Talbot 23CV 4,5 R6     | D     |
| 26               | Charles Pozzi         | Charles Pozzi                 | Talbot-Lago T26C        | Talbot 23CV 4,5 R6     | D     |
| 28               | Franco Rol            | Officine Alfieri Maserati     | Maserati 4CLT/48        | Maserati 4CLT 1,5 R4T  | P     |
| 30               | Louis Chiron          | Officine Alfieri Maserati     | Maserati 4CLT/48        | Maserati 4CLT 1,5 R4T  | P     |
| 32               | Reg Parnell           | Scuderia Ambrosiana           | Maserati 4CLT/48        | Maserati 4CLT 1,5 R4T  | D     |
| 34               | David Hampshire       | Scuderia Ambrosiana           | Maserati 4CLT/48        | Maserati 4CLT 1,5 R4T  | D     |
| 34               | David Murray          | Scuderia Ambrosiana           | Maserati 4CLT/48        | Maserati 4CLT 1,5 R4T  | D     |
| 36               | José Froilán González | Scuderia Achille Varzi        | Maserati 4CLT/48        | Maserati 4CLT 1,5 R4T  | P     |
| 38               | Franco Comotti        | Scuderia Achille Varzi        | Maserati 4CLT/48        | Maserati 4CLT 1,5 R4T  | P     |
| 40               | Felice Bonetto        | Scuderia Milano               | Maserati Milano 4CLT/50 | Maserati 4CLT 1,5 R4T  | P     |
| 42               | Johnny Claes          | Ecurie Belge                  | Talbot-Lago T26C        | Talbot 23CV 4,5 R6     | E     |
| 44               | Robert Manzon         | Equipe Gordini                | Simca-Gordini T15       | Gordini 15C 1,5 R4T    | E     |
| Źródło: Stats F1 |                       |                               |                         |                        |       |

## Wyniki

### Kwalifikacje
| P                | Nr | Kierowca              | Konstruktor        | Czas   | Poz. s. |
| ---------------- | -- | --------------------- | ------------------ | ------ | ------- |
| 1                | 6  | Juan Manuel Fangio    | Alfa Romeo         | 2:30,6 | 1       |
| 2                | 2  | Giuseppe Farina       | Alfa Romeo         | 2:32,5 | 2       |
| 3                | 4  | Luigi Fagioli         | Alfa Romeo         | 2:34,7 | 3       |
| 4                | 16 | Philippe Étancelin    | Talbot-Lago-Talbot | 2:39,0 | 4       |
| 5                | 18 | Yves Giraud-Cabantous | Talbot-Lago-Talbot | 2:42,7 | 5       |
| 6                | 20 | Louis Rosier          | Talbot-Lago-Talbot | 2:46,0 | 6       |
| 7                | 28 | Franco Rol            | Maserati           | 2:46,7 | 7       |
| 8                | 36 | José Froilán González | Maserati           | 2:48,0 | 8       |
| 9                | 22 | Pierre Levegh         | Talbot-Lago-Talbot | 2:49,0 | 9       |
| 10               | 24 | Eugène Chaboud        | Talbot-Lago-Talbot | –      | NW      |
| 11               | 40 | Felice Bonetto        | Maserati           | 2:51,0 | 11      |
| 12               | 32 | Reg Parnell           | Maserati           | 2:54,0 | 12      |
| 13               | 44 | Robert Manzon         | Simca-Gordini      | 2:55,5 | 13      |
| 14               | 30 | Louis Chiron          | Maserati           | 2:55,9 | 14      |
| 15               | 42 | Johnny Claes          | Talbot-Lago-Talbot | 2:57,4 | 15      |
| 16               | 26 | Charles Pozzi         | Talbot-Lago-Talbot | 2:58,0 | 16      |
| 17               | 12 | Raymond Sommer        | Talbot-Lago-Talbot | 2:59,3 | 17      |
| 18               | 34 | David Hampshire       | Maserati           | 2:59,5 | 18      |
| 19               | 14 | Peter Whitehead       | Ferrari            | 3:01,0 | 19      |
| Źródło: Stats F1 |    |                       |                    |        |         |

### Wyścig
| P                | Nr | Kierowca              | Konstruktor        | Okr. | Czas                    | Start | +/−       | Punkty |
| ---------------- | -- | --------------------- | ------------------ | ---- | ----------------------- | ----- | --------- | ------ |
| 1                | 6  | Juan Manuel Fangio    | Alfa Romeo         | 64   | 2:57:52,8               | 1     | Bez zmian | 8+1    |
| 2                | 4  | Luigi Fagioli         | Alfa Romeo         | 64   | +25,7                   | 3     | 2         | 6      |
| 3                | 14 | Peter Whitehead       | Ferrari            | 61   | +3 okrążenia            | 19    | 16        | 4      |
| 4                | 44 | Robert Manzon         | Simca-Gordini      | 61   | +3 okrążenia            | 13    | 9         | 3      |
| 5                | 16 | Philippe Étancelin    | Talbot-Lago-Talbot | 30   | +5 okrążeń              | 4     | 1         | 1      |
| 5                | 16 | Eugène Chaboud        | Talbot-Lago-Talbot | 29   | +5 okrążeń              | 4     | 1         | 1      |
| 6                | 26 | Charles Pozzi         | Talbot-Lago-Talbot | 28   | +8 okrążeń              | 16    | 10        |        |
| 6                | 26 | Louis Rosier          | Talbot-Lago-Talbot | 28   | +8 okrążeń              | 16    | 10        |        |
| 7                | 2  | Giuseppe Farina       | Alfa Romeo         | 55   | NU (pompa paliwa)       | 2     | 5         |        |
| 8                | 18 | Yves Giraud-Cabantous | Talbot-Lago-Talbot | 52   | +12 okrążeń             | 5     | 3         |        |
| NS               | 22 | Pierre Levegh         | Talbot-Lago-Talbot | 37   | NU (silnik)             | 9     |           |        |
| NS               | 40 | Felice Bonetto        | Maserati           | 15   | NU (silnik)             | 11    |           |        |
| NS               | 42 | Johnny Claes          | Talbot-Lago-Talbot | 12   | NU (przegrzanie)        | 15    |           |        |
| NS               | 20 | Louis Rosier          | Talbot-Lago-Talbot | 11   | NU (przegrzanie)        | 6     |           |        |
| NS               | 32 | Reg Parnell           | Maserati           | 10   | NU (silnik)             | 12    |           |        |
| NS               | 28 | Franco Rol            | Maserati           | 7    | NU (silnik)             | 7     |           |        |
| NS               | 30 | Louis Chiron          | Maserati           | 7    | NU (silnik)             | 14    |           |        |
| NS               | 34 | David Hampshire       | Maserati           | 6    | NU (silnik)             | 18    |           |        |
| NS               | 12 | Raymond Sommer        | Talbot-Lago-Talbot | 5    | NU (silnik)             | 17    |           |        |
| NS               | 36 | José Froilán González | Maserati           | 4    | NU (silnik)             | 8     |           |        |
| NW               | 24 | Eugène Chaboud        | Talbot-Lago-Talbot | 0    | NW (tylko kwalifikacje) | 10    |           |        |
| NW               | 8  | Luigi Villoresi       | Ferrari            | 0    | NW (za wolny)           | –     |           |        |
| NW               | 10 | Alberto Ascari        | Ferrari            | 0    | NW (za wolny)           | –     |           |        |
| NW               | 38 | Franco Comotti        | Maserati           | 0    | NW (nie przybył)        | –     |           |        |
| Źródło: Stats F1 |    |                       |                    |      |                         |       |           |        |

Uwagi
1. ↑  Dodatkowy 1 punkt jest przyznawany kierowcy, który ustanowił najszybsze okrążenie w wyścigu.

### Najszybsze okrążenie
| Nr               | Kierowca           | Konstruktor | Czas   | Okr. |
| ---------------- | ------------------ | ----------- | ------ | ---- |
| 6                | Juan Manuel Fangio | Alfa Romeo  | 2:35,6 | 52   |
| Źródło: Stats F1 |                    |             |        |      |

### Prowadzenie w wyścigu
| Nr                              | Kierowca           | Konstruktor | Okrążenia | Suma |
| ------------------------------- | ------------------ | ----------- | --------- | ---- |
| 6                               | Juan Manuel Fangio | Alfa Romeo  | 17–64     | 48   |
| 2                               | Giuseppe Farina    | Alfa Romeo  | 1–16      | 16   |
| \| Wykres \| \| ------ \| \| \| |                    |             |           |      |
| Źródło: Stats F1                |                    |             |           |      |
| Wykres                          |                    |             |           |      |
|                                 |                    |             |           |      |

## Klasyfikacja po wyścigu
Pierwsza piątka otrzymywała punkty według klucza 8-6-4-3-2, 1 punkt przyznawany był dla kierowcy, który wykonał najszybsze okrążenie w wyścigu. Klasyfikacja konstruktorów została wprowadzona w 1958 roku.
Źródło: 
Uwzględniono tylko kierowców, którzy zdobyli jakiekolwiek punkty
| P  | +/− | Kierowca              | Starty | Punkty | P1 | P2 | P3 | PP | NO | NS |
| -- | --- | --------------------- | ------ | ------ | -- | -- | -- | -- | -- | -- |
| 1  | +2  | Juan Manuel Fangio    | 5      | 26     | 3  | –  | –  | 3  | 2  | 2  |
| 2  | 0   | Luigi Fagioli         | 5      | 24     | –  | 4  | –  | –  | –  | 1  |
| 3  | −2  | Giuseppe Farina       | 5      | 22     | 2  | –  | –  | 2  | 3  | 1  |
| 4  | 0   | Louis Rosier          | 5      | 10     | –  | –  | 2  | –  | –  | 1  |
| 5  | 0   | Johnnie Parsons       | 1      | 9      | 1  | –  | –  | –  | 1  | –  |
| 6  | 0   | Alberto Ascari        | 4      | 8      | –  | 1  | –  | –  | –  | 1  |
| 7  | 0   | Bill Holland          | 1      | 6      | –  | 1  | –  | –  | –  | –  |
| 8  | 0   | Prince Bira           | 3      | 5      | –  | –  | –  | –  | –  | 1  |
| 9  | 0   | Louis Chiron          | 4      | 4      | –  | –  | 1  | –  | –  | 2  |
| =  | 0   | Reg Parnell           | 2      | 4      | –  | –  | 1  | –  | –  | 1  |
| =  | 0   | Mauri Rose            | 1      | 4      | –  | –  | 1  | –  | –  | –  |
| =  | N   | Peter Whitehead       | 2      | 4      | –  | –  | 1  | –  | –  | –  |
| 13 | −1  | Yves Giraud-Cabantous | 4      | 3      | –  | –  | –  | –  | –  | 2  |
| =  | −1  | Raymond Sommer        | 4      | 3      | –  | –  | –  | –  | –  | 3  |
| =  | N   | Robert Manzon         | 2      | 3      | –  | –  | –  | –  | –  | 1  |
| =  | −1  | Cecil Green           | 1      | 3      | –  | –  | –  | –  | –  | –  |
| 17 | −2  | Felice Bonetto        | 2      | 2      | –  | –  | –  | –  | –  | 1  |
| 18 | N   | Philippe Étancelin    | 5      | 1      | –  | –  | –  | –  | –  | 3  |
| =  | N   | Eugène Chaboud        | 2      | 1      | –  | –  | –  | –  | –  | 1  |
| =  | −2  | Tony Bettenhausen     | 1      | 1      | –  | –  | –  | –  | –  | –  |
| =  | −2  | Joie Chitwood         | 1      | 1      | –  | –  | –  | –  | –  | –  |
| P  | +/− | Kierowca              | Starty | Punkty | P1 | P2 | P3 | PP | NO | NS |